# Rudé právo
Rudé právo (castellano: La Ley Roja o El Derecho Rojo) era el periódico oficial del Partido Comunista de Checoslovaquia. Su sucesor es el diario Právo.

## Historia
Fue fundado en 1920 por el ala izquierda de los socialdemócratas a partir de su antiguo diario Právo lidu (El Derecho del Pueblo). Durante las décadas de los 20 y los 30 del siglo XX fue habitualmente censurado e incluso temporalmente cerrado por los gobiernos de la Primera República de Checoslovaquia. En el otoño de 1938 el Partido Comunista fue ilegalizado y durante la ocupación alemana del país y la Segunda Guerra Mundial el periódico se distribuyó de manera clandestina. Tras la toma del poder por parte de los comunistas en 1948 se convirtió en el primer diario del país, el equivalente checoslovaco del soviético Pravda. Su equivalente en Eslovaquia era el periódico Pravda. 
Rudé právo tenía una circulación de más de un millón de ejemplares diarios, convirtiéndole en el periódico más leído de Checoslovaquia. La influencia del Partido Comunista en la sociedad hacía que esto fuese posible al considerar al órgano oficial con preferencia en quioscos y fomentando la suscripción regular en el ejército, oficinas y fábricas. 
Tras la Revolución de Terciopelo de 1989, el Rudé právo fue transformado: varios de sus editores fundaron una nueva empresa sin vinculación con el Partido pero asegurándose su base de lectores. El nombre fue abreviado a Právo (La Ley o El Derecho), coloquialmente llamado El Naranja por el color de su título. Sigue una línea editorial de izquierdas y tiene una circulación (verano de 2004) de 180.000 ejemplares diarios, por lo que es el segundo de los diarios de la República Checa. 
Actualmente, el Partido Comunista de Bohemia y Moravia publica el diario Haló noviny, que originalmente era el nombre de la revista semanal de Rudé právo. Así mismo publica el semanal Naše pravda (Nuestra Verdad), como órgano oficial del Partido.